# Padma Vibhušan

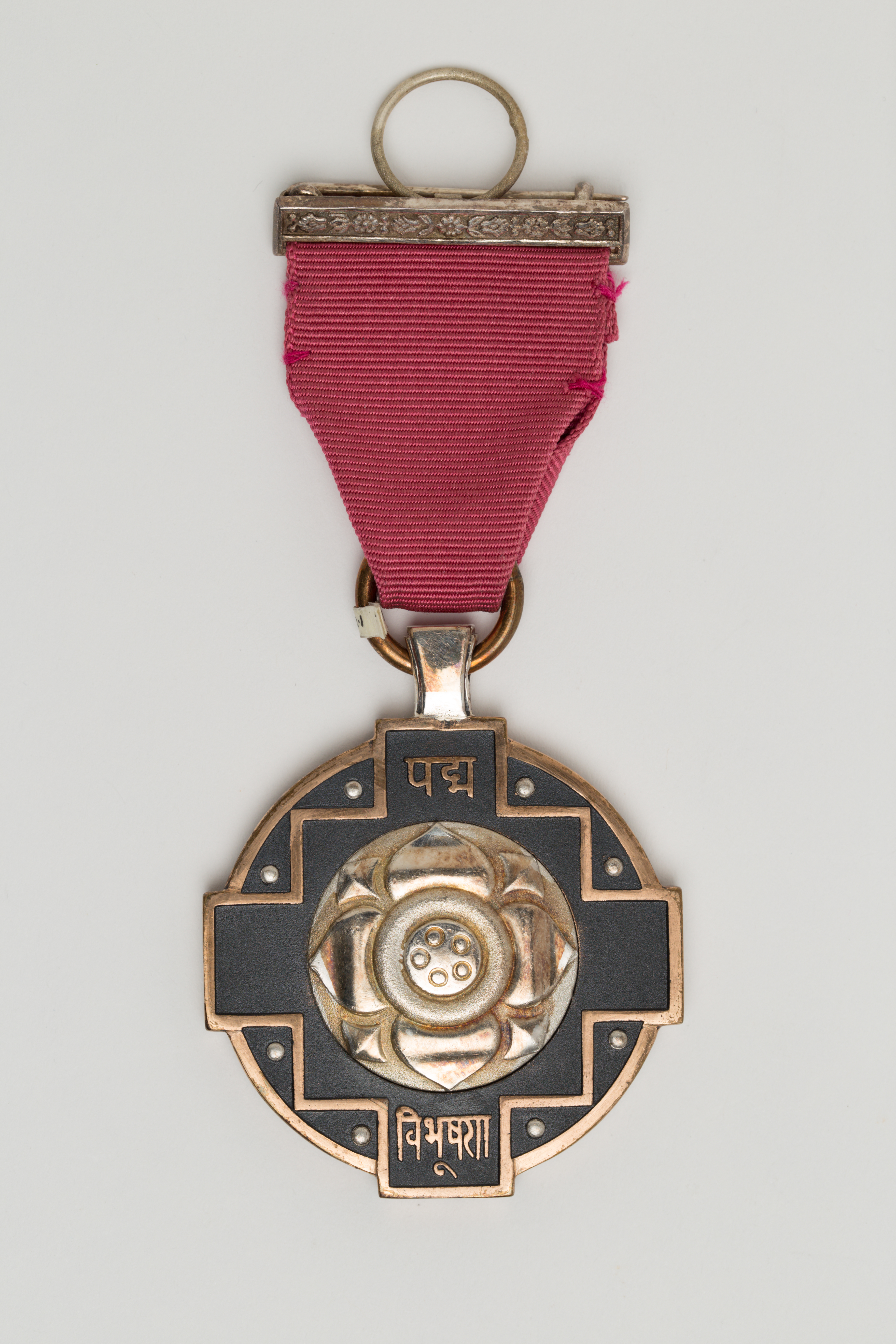
Medaile Padma Vibhušan

Padma Vibhušan je druhé nejvyšší civilní vyznamenání, které se udílí v Indické republice (na prvním místě je vyznamenání Bharat Ratna). Tato cena byla poprvé udělena 2. ledna 1954 a uděluje se za jako odměna za „výjimečnou a významnou službu“ lidem bez ohledu na jejich rasu, povolání, sociální postavení nebo pohlaví. Kritéria pro udílení jsou široká a cena může být udělena za „služby v jakékoli oblasti, včetně služeb poskytovaných zaměstnanci státu“ (tedy včetně lékařů a vědců). Do roku 2020 byla Padma Vibhusban udělena 314 lidem, z toho v sedmnácti případech šlo o ocenění in memoriam a jedenadvacetkrát nebyl příjemcem indický občan. 

## Postup při oceňování
Dvakrát ročně, vždy 1. května a 15. září, jsou Výborem pro cenu Padma, který sestavuje indický předseda vlády, přijímány nominace na cenu. Doporučovat významné a záslužné Indy smějí nejvyšší úředníci jednotlivých indických států, ministři s dalšími členy ministerstev, lidé dříve vyznemananí cenou Bharat Ratma a předchozí příjemci ceny Padma Vibhušan. Navržené osoby mohou podle pravidel pocházet z jakékoliv části Indie. Výbor později předloží vybrané nominace předsedovi vlády a indickému prezidentovi k dalšímu schválení. Komu bude vyznamenání nakonec uděleno, je pravidelně oznamováno v Den republiky (tedy 26. ledna) a k samotnému předání medailí dochází v březnu, či dubnu.

## Historie
Kancelář tajemníka indického prezidenta vydala dne 2. ledna 1954 tiskovou zprávu, v níž oznámila zavedení dvou nových civilních cen. První z těchto cen bylo od té chvíle nejvyšší indické vyznamenání Bharat Ratna. Druhým byla právě cena Padma Vibhušan
Existují celkem tři státní vyznamenání Padma: Padma Vibhušan, Padma Bhušan a Padma Šrí. Padma Vibhušan se udílí za „mimořádné a význačné služby“. Padma Bhušan je vyznamenání za „význačné služby vyššího řádu“ a Padma Šrí je udělována za „význačné služby“.

## Nositelé
Prvními příjemci ceny byli fyzik Šatendranáth Bose, umělec Nand Lal Bose, hudební skladatel Zakir Hussain, politik Balasaheb Gangadhar Kher, bhútánský Druk Gyalpo Jigme Dorji Wangchuck a diplomat Vengalil Krishnan Krishna Menon. Ti byli oceněni ještě v roce 1954. Tehdejší stanovy neumožňovaly udělení tohoto vyznamenání in memoriam, ale toto pravidlo bylo v lednu následujícího roku změněno.
Padma Vibhušan, spolu s ostatními indickými civilními oceněními, byla dvakrát zamrazena a neudílena. První z těchto období trvalo od července 1977 do ledna 1980, druhé od srpna 1992 do prosince 1995.
Někteří příjemci cenu odmítli, nebo ji po přijetí vrátili. P. N. Haksar, Vilayat Khan, E. M. S. Namboodiripad, Swami Ranganathananda a Manikonda Chalapathi Rau ocenění odmítli přijmout. Historička Romila Thapar odmítla medaili dokonce dvakrát, prvně v roce 1992 a podruhé v roce 2005. Rodinní příslušníci Lakshmi Chand Jaina (2011) a Sharada Anantrao Joshii (2016) odmítli vyznamenání svých příbuzných in memoriam. Indický aktivista, který zasvětil svůj život práci s chudými lidmi trpícími leprou, Murlidhar Devidas Amte, známý spíše jako Baba Amte roku 1991 vrátil medaili, kterou převzal o pět let dříve.
25. ledna 2020 bylo medailí Padma Vibhušan oceněno sedm Indů: George Fernandes, Arun Jaitley, Anerood Jugnauth, Mary Kom, Chhannulal Mishra, Sushma Swaraj a Vishwesha Teertha.